# Alexandre Aja
Alexandre Jouan-Arcady, cunoscut sub pseudonimul Alexandre Aja, (n. 7 august 1978, Paris, Franța) este un regizor de film francez. Este cel mai cunoscut pentru munca sa în genul horror. A devenit cunoscut la nivel internațional odată cu filmul său slasher din 2003, Înaltă tensiune (Haute Tension).

## Filmografie
| An   | Titlu                      | Regizor | Scenarist | Producător | Notes                                    | Ref(s)        |
| ---- | -------------------------- | ------- | --------- | ---------- | ---------------------------------------- | ------------- |
| 1999 | Furia                      | Da      | Da        |            |                                          | [ 3 ]         |
| 2002 | Entre chiens et loups      |         | Da        |            | De asemenea, al doilea asistent de regie | [ 4 ]         |
| 2003 | High Tension               | Da      | Da        |            |                                          | [ 5 ]         |
| 2006 | The Hills Have Eyes        | Da      | Da        |            |                                          | [ 6 ] [ 7 ]   |
| 2007 | P2                         |         | Da        | Da         | De asemenea, autor al povestirii         | [ 8 ]         |
| 2008 | Mirrors                    | Da      | Da        |            |                                          | [ 9 ]         |
| 2010 | Piranha 3D                 | Da      |           | Da         |                                          | [ 10 ]        |
| 2012 | Maniac                     |         | Da        | Da         |                                          | [ 11 ] [ 12 ] |
| 2013 | Coarne                     | Da      |           | Da         |                                          | [ 13 ] [ 14 ] |
| 2014 | The Pyramid                |         |           | Da         |                                          | [ 15 ] [ 16 ] |
| 2016 | The Other Side of the Door |         |           | Da         |                                          | [ 17 ]        |
| 2016 | The 9th Life of Louis Drax | Da      |           | Da         |                                          | [ 18 ]        |
| 2019 | Crawl                      | Da      |           | Da         |                                          | [ 19 ]        |
| 2021 | Oxygen                     | Da      |           | Da         |                                          | [ 20 ]        |

Alte roluri
| An   | Titlu            | Rol                                  | Ref(s)        |
| ---- | ---------------- | ------------------------------------ | ------------- |
| 2004 | Mariage mixte    | Regizor secund                       | [ 21 ]        |
| 2005 | Marock           | Consilier artistic, consilier tehnic | [ 22 ] [ 23 ] |
| 2013 | Rock the Casbah  | Producător asociat                   | [ 24 ]        |
| 2017 | La Rage du démon | Rolul său                            | [ 25 ]        |